# Freinetonderwijs

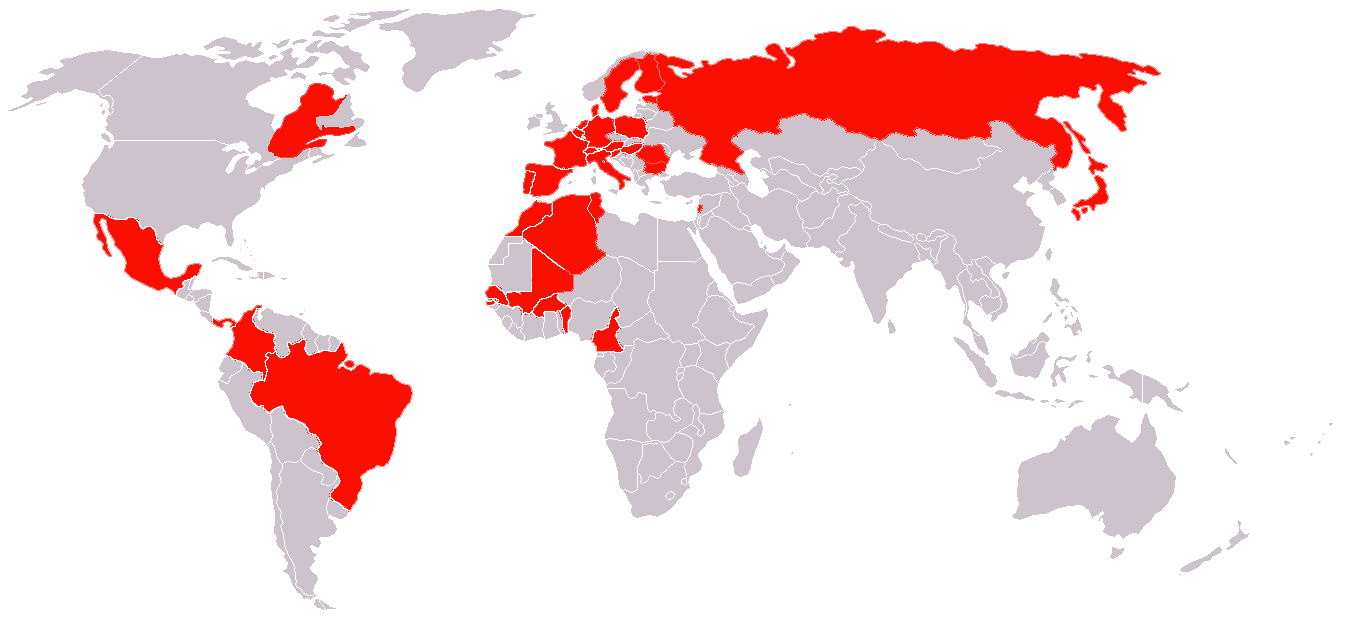
Landen met freinetbewegingen (rood)

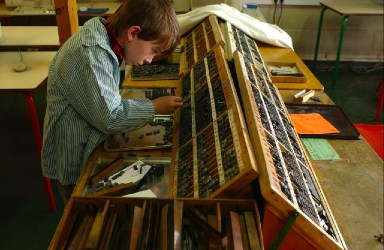
Freinetonderwijs wordt meestal direct met schooldrukkerij in verband gebracht, hoewel dit slechts één aspect ervan vormt en in het computertijdperk steeds meer naar de achtergrond verdrongen wordt

Freinetonderwijs betreft een vorm van basisonderwijs volgens het gedachtegoed en de praktijk van de Franse onderwijzer en pedagoog Célestin Freinet (1896-1966).
Freinet ondervond in zijn dorpsschooltje dat de (voornamelijk) arbeiderskinderen er ongemotiveerd in de schoolbanken bij zaten. De kinderen waren leergierig, maar toonden geen enkele interesse in de schoolboeken. Freinet ging daarom met ze op pad, liet ze verslagen maken (teksten, kranten) en liet ze levend, zinvol en handelend leren in coöperatief overleg. De school werd niet alleen een plaats waar leerstof werd aangeboden, maar vooral waar kennis en ontvoogding werden uitgedragen.

## Uitgangspunten
Freinetonderwijs gaat uit van de volgende principes:
- Het onderwijs wordt opgebouwd op basis van datgene wat leeft bij de leerlingen. De kinderen hebben de wens zaken uit te zoeken, tonen initiatieven en laten die in de groep horen; gezamenlijk wordt daar onder begeleiding van de leerkracht een plan opgemaakt.
- Het leerplan is gebaseerd op iets dat zinvol is om uit te zoeken. De kinderen zoeken niets voor niets uit. Zo zijn ook zaken die nodig zijn maar niet een einddoel vormen - zoals kunnen schrijven, kunnen spellen en een atlas kunnen hanteren - zinvol binnen de weg naar het doel. Het verhaal moet immers in de krant; de brief aan de burgemeester moet er goed uitzien en ik moet wel weten hoe ik moet fietsen.
- Het leren gebeurt aftastend. Door handelend te onderzoeken, zonder in de eerste plaats uitgelegd te krijgen hoe iets werkt, verwerft het kind echt inzicht.
- Opvoeding tot democratie. Kinderen leren om samen op democratische basis hun groep/klas school te organiseren. Ze worden daardoor goed voorbereid op een democratische samenleving.

In Vlaanderen werken circa 95 scholen op deze manier. In Nederland zijn 11 freinetscholen. Verschillende freinettechnieken worden op veel meer vernieuwingsscholen toegepast.

## Freinetbeweging en de Vereniging voor freinetpedagogie
De Freinetbeweging is de beweging van mensen, die binnen het freinetonderwijs actief zijn of er zich betrokken bij voelen. De Vereniging voor freinetpedagogie is een ledenorganisatie waarvan freinetscholen en individuen lid zijn. De freinetbeweging en de Vvfp ondersteunen en stimuleren het freinetonderwijs in brede zin door:
- Het organiseren van landelijke dagen rondom thema's die per jaar door de ledenvergadering worden vastgesteld. Deze bijeenkomsten vinden plaats op scholen waar mensen werken vanuit de freinetpedagogiek. Ontmoeting, presentaties en uitwisseling van kinder- en eigen werk staan daarbij centraal. De bijeenkomsten zijn toegankelijk voor leden en belangstellenden.
- Het (mede) organiseren van de landelijke studiedag in Nederland en het organiseren/ondersteunen van het freinetcongres in Gent
- Twee- of driemaal per jaar verschijnt voor leden en belangstellenden Freinetnieuws.
- Het verzorgen van publicaties voor vernieuwend onderwijs: in de Freinetbibliotheek worden Nederlandse vertalingen van het originele werk van Célestin Freinet en zijn naaste medewerkers uitgegeven en in De Reeks verschijnen praktijkboeken over de freinettechnieken, veelal geschreven door mensen, die zelf actief zijn in het freinetonderwijs.
- Werkgroepen werken langere tijd rondom één onderwerp. De werkgroepen doen daarvan verslag. Doorgaans werken ze toe naar een eindproduct. Al naargelang de behoefte ontstaan er nieuwe werkgroepen.

Bij de Freinetbeweging ligt de nadruk op zelfscholing, waarbij gebruikgemaakt wordt van relevante en recente ontwikkelingen uit praktijkervaringen en wetenschappelijk onderzoek. Leerkrachten gaan bij elkaar in de groep meedoen, denken samen over mogelijkheden, vertellen elkaar ervaringen met freinettechnieken en doen elkaar suggesties. Het gaat niet om passieve bijscholing, maar om actieve uitbouw van de eigen inzichten in wat vruchtbaar freinetonderwijs is, wat werkt, wat leidt tot beter vakmanschap.
Ook ontwikkelen leerkrachten samen hulpmiddelen en technieken, die de modernisering effectief maken. Proefondervindelijk verkennend wordt men een professioneler onderwijsvernieuwer. Van alle leden wordt hierin een bijdrage gevraagd. Om goed te kunnen voldoen aan alle vraag naar scholing zijn er ook freinetopleidingen, die samen met onderwijsinstellingen (zoals de Hogeschool Gent) of externe opleidingsinstituten (zoals Bureau Levend Leren) worden gegeven en die leiden tot certificering. Deze opleidingen worden gesteund door de Freinetbeweging en de Vereniging voor freinetpedagogie.
Er zijn freinetbewegingen in ruim 40 landen, die allemaal zijn aangesloten bij de internationale Freinetbeweging (FIMEM).